# Ebenezer Knowlton

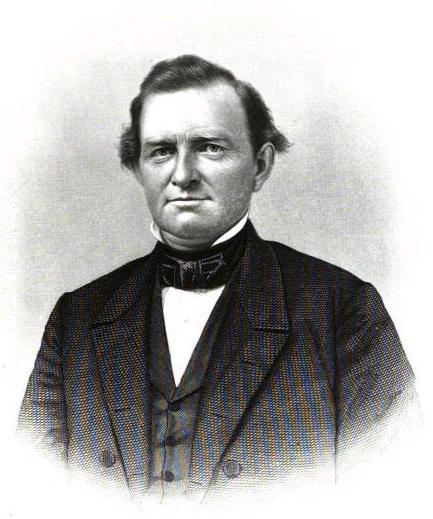
Ebenezer Knowlton

Ebenezer Knowlton (* 6. Dezember 1815 in Pittsfield, Merrimack County, New Hampshire; † 10. September 1874 in South Montville, Maine) war ein US-amerikanischer Politiker. Zwischen 1855 und 1857 vertrat er den Bundesstaat Maine im US-Repräsentantenhaus.

## Werdegang
Im Jahr 1825 zog Ebenezer Knowlton mit seinen Eltern nach South Montville in Maine. Dort besuchte er die öffentlichen Schulen. Nach einem anschließenden Theologiestudium wurde er Geistlicher. Gleichzeitig engagierte sich Knowlton auch in der Politik. Zwischen 1844 und 1850 war er Abgeordneter im Repräsentantenhaus von Maine. Im Jahr 1846 fungierte er als dessen Präsident. In den 1850er Jahren gehörte er der kurzlebigen Opposition Party an.
1854 wurde Knowlton als deren Kandidat im dritten Wahlbezirk von Maine in das US-Repräsentantenhaus in Washington, D.C. gewählt. Dort trat er am 4. März 1855 die Nachfolge von E. Wilder Farley an. Bis zum 3. März 1857 konnte er eine Legislaturperiode im Kongress absolvieren. Diese war von den Auseinandersetzungen im Vorfeld des Bürgerkrieges bestimmt.
Nach dem Ende seiner Zeit im Repräsentantenhaus zog sich Ebenezer Knowlton aus der Politik zurück. In den folgenden Jahren arbeitete er wieder als Geistlicher. Er starb am 10. September 1874 in South Montville und wurde dort auch beigesetzt.